# Malgium
Malgium est une ancienne cité du sud de la Mésopotamie, qui a prospéré durant la période paléo-babylonienne (v. 2000-1600 av. J.-C.), dont les ruines ont été localisées sur le site de Tell Yassir (Irak).

## Histoire

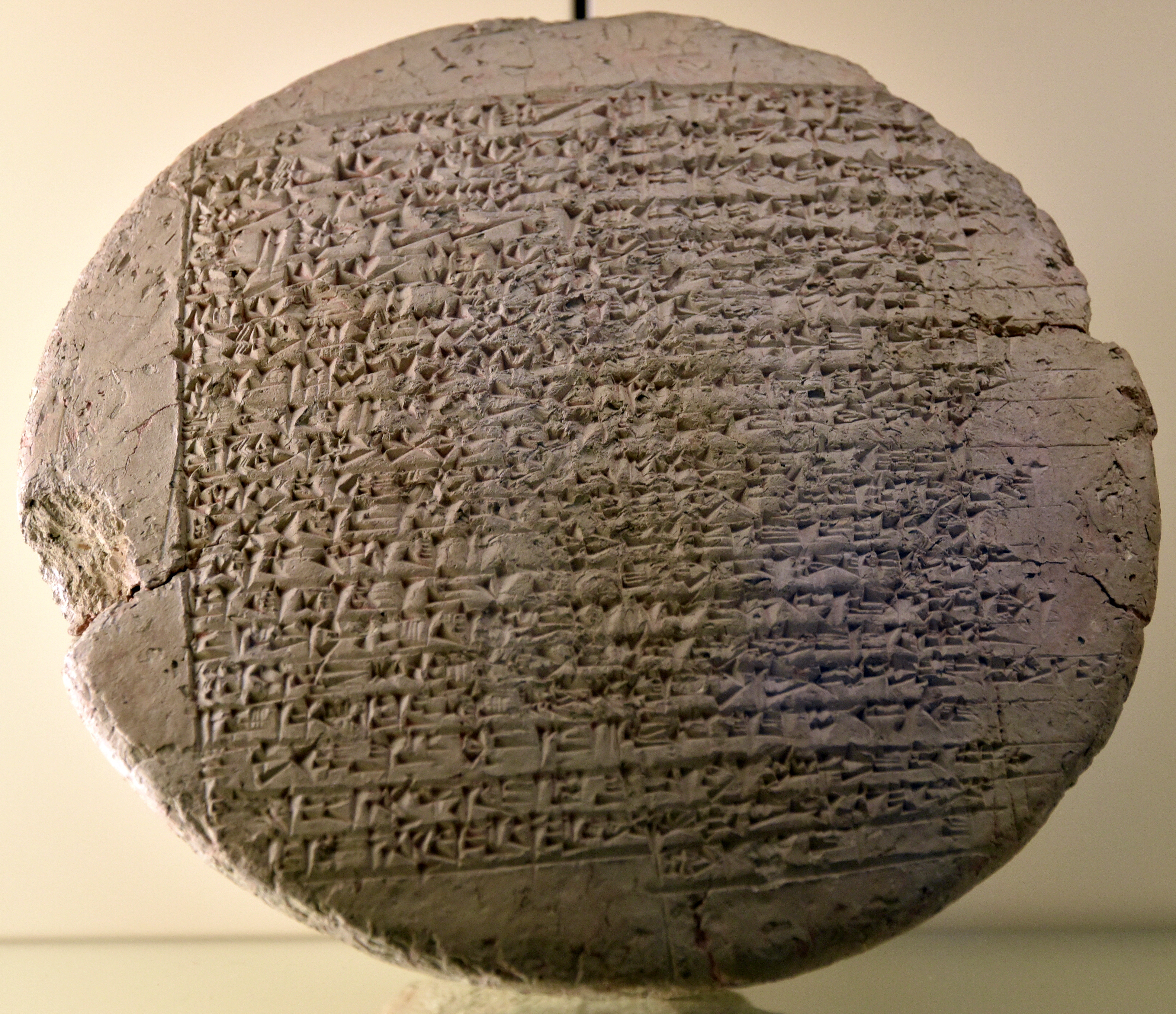
Clou en argile portant une inscription d'Ipiq-Ishtar de Malgium. Pergamon Museum.

Malgium est le siège d'un royaume de taille modeste durant les premiers siècles du IIe millénaire av. J.-C., dans le contexte de la fragmentation politique du sud de la Mésopotamie après la chute de la troisième dynastie d'Ur (Ur III) autour de 2000 av. J.-C., et l'implantation dans plusieurs cités de dynasties indépendantes, souvent d'origine amorrite. La cité se trouve à proximité de la ville d'Irisagrig, qui a fourni des archives de la fin de la période d'Ur III, qui, combinées à des inscriptions trouvées sur le Tell Yassir ainsi que des textes administratifs de provenance inconnue, ont permis de retrouver le nom de six rois de Malgium ayant régné vers cette période : Nur-Eshtar, Shu-Kakka, Nabi-Enlil, Shu-Amurrum, Imgur-Sin et Ishtaran-asu. Les sources d'Irisagrig semblent indiquer qu'une nouvelle dynastie s'implante à Malgium (Malkum dans les textes provenant de ce site) lors du délitement de l'empire d'Ur III, sous le règne d'Ibbi-Sîn (v. 2028-2004 av. J.-C. ; dans sa cinquième année de règne ou peu après).
Le royaume de Malgium apparaît dans des inscriptions mentionnant des campagnes militaires de souverains de Larsa, Gungunnum (v. 1920-1906 av. J.-C.), Sîn-iddinam (v. 1849-1823), puis Warad-Sin (1834-1823). Hammurabi de Babylone, allié à Samsi-Addu d'Ekallatum et Ibal-pi-El I d'Eshnunna attaquent Malgium vers 1777 av. J.-C. Cette campagne a dévasté plusieurs villes du royaume de Malgium, qui est contraint de verser un lourd tribut à ses adversaires. Par la suite Malgium semble passer dans la mouvance de l'Élam, qui est à son tour opposé à Babylone, et subit également un revers. Malgium doit alors se libérer de la tutelle élamite. Les noms de certains souverains de cette période sont connus par trois inscriptions : Takil-ilissu, fils de Ishtaran-asu, et Ipiq-Ishtar, fils d'Apil-ilishu. Ipiq-Ishtar devient allié de Hammurabi et lui envoie des troupes pour l'aider à prendre Larsa en 1763. Néanmoins quelques années plus tard (v. 1760-1759) Malgium devient pour des raisons indéterminées la cible de Hammurabi, et son royaume est annexé à Babylone. Les murailles de la ville sont abattues deux années après sa prise, et une partie de sa population est déportée. Un sort est similaire est infligé à Mari (Syrie) sur ces mêmes années.  
La ville n'est plus mentionnée que de façon sporadique dans les sources cunéiformes postérieures : elle est encore attestée au VIIe siècle av. J.-C..